# Präsidentschaftswahl in Israel 2014

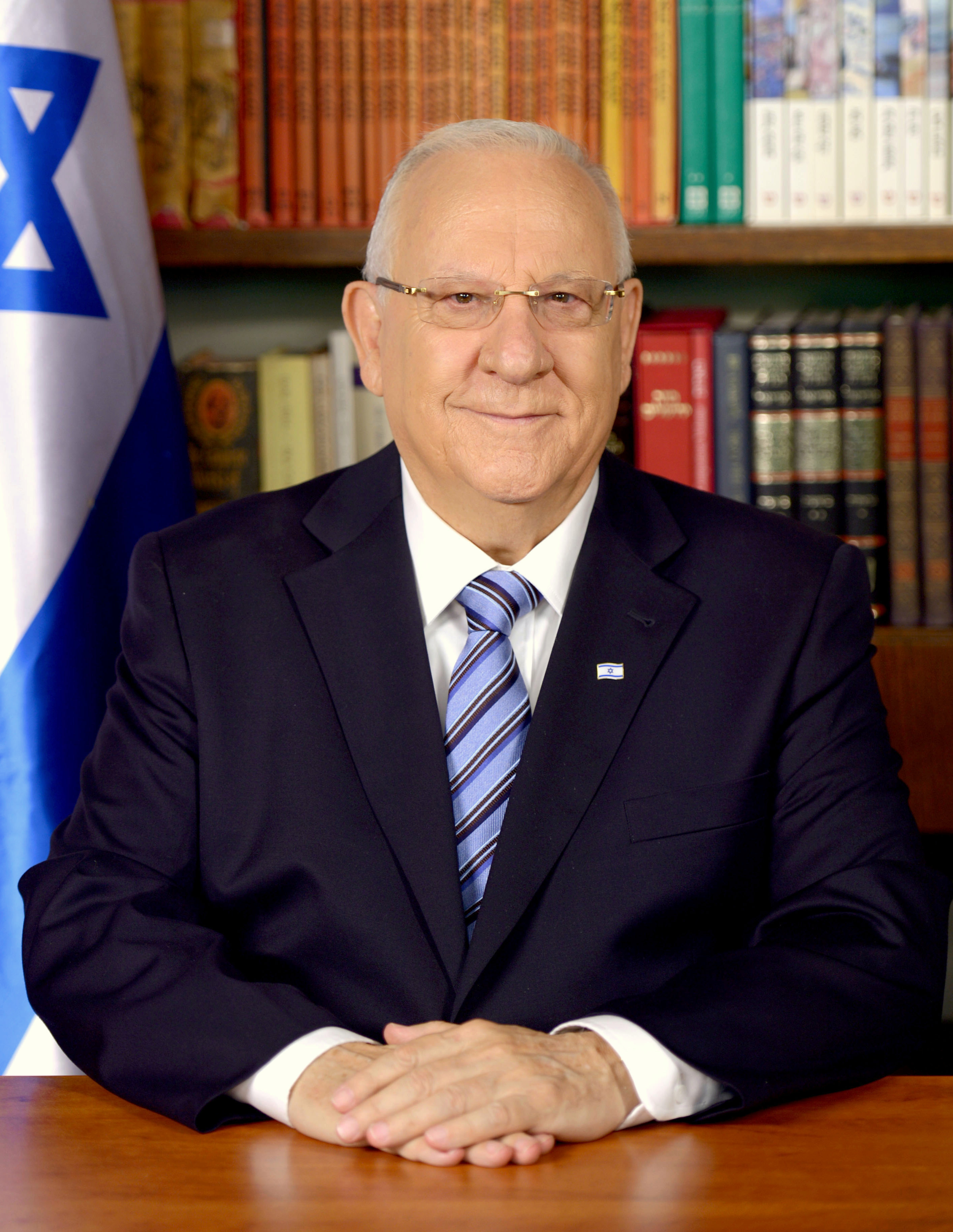

Am 10. Juni 2014 fanden in Israel indirekte Präsidentschaftswahlen statt. Das Ergebnis war ein Sieg für Reuven Rivlin von Likud. Rivlin wurde am 24. Juli als Präsident Israels vereidigt.

## Ergebnisse
| Kandidat          | Partei            | Erste Runde | Erste Runde | Zweite Runde | Zweite Runde |
| Kandidat          | Partei            | Stimmen     | %           | Stimmen      | %            |
| ----------------- | ----------------- | ----------- | ----------- | ------------ | ------------ |
| Reuven Rivlin     | Likud             | 44          | 37.6        | 63           | 54.3         |
| Meir Schitrit     | Ha-Tnu’a          | 31          | 26.5        | 53           | 45.7         |
| Dalia Itzik       | Kadima            | 28          | 23.9        |              |              |
| Dalia Dorner      | Unabhängig        | 13          | 11.1        |              |              |
| Dan Shechtman     | Unabhängig        | 1           | 0.9         |              |              |
| Ungültige Stimmen | Ungültige Stimmen | 2           | –           | 3            | –            |
| Gesamt            | Gesamt            | 119         | 100         | 119          | 100          |
| Wahlberechtigte   | Wahlberechtigte   | 120         | 99.2        | 120          | 99.2         |
| Quelle: Haaretz   |                   |             |             |              |              |